# She's got a way with men
She's Got a Way With Men is de derde single van het album THX JHN, door Johan. De single bereikt de eerste plaats in de Kink 40 van Kink FM. Ook bereikt de single de 34e plaats in de 3FM Mega Top 50.
In de clip van het nummer vallen verschillende vrouwen te zien, die de tekst van het nummer meezingen. De clip is in zwart-wit opgenomen.